# Werner Hebebrand
Werner Hebebrand (* 27. März 1899 in Elberfeld; † 18. Oktober 1966 in Hamburg) war ein deutscher Architekt und Stadtplaner, der zeitweise auch als Baubeamter und Hochschullehrer tätig war.

## Leben
Nach seinem Abitur in Marburg 1917 wurde Hebebrand als Soldat zum Kriegsdienst eingezogen. Nachdem er 1919 aus der Kriegsgefangenschaft entlassen worden war, begann er an der Technischen Hochschule Darmstadt ein Architekturstudium. 1922 legte er die Diplom-Hauptprüfung und zwei Jahre später das 2. Staatsexamen ab. Er begann den Vorbereitungsdienst (Referendariat) für eine Laufbahn als Baubeamter. Von 1925 bis 1929 war er Mitarbeiter beim Frankfurter Hochbauamt und war in dieser Stellung am Projekt Neues Frankfurt unter Ernst May und Martin Elsaesser beteiligt. Hebebrand errichtete unter anderem 1928 das Hauptzollamt in der Frankfurter Altstadt. 1929 schied er aus dem öffentlichen Dienst aus und gründete ein eigenes Architekturbüro.
Er heiratete Anfang 1930 Grete Leistikow, die Schwester des Grafikers Hans Leistikow. Im August 1930 wird ihr Sohn Karl geboren.
Mit dem Spezialistenstab von Ernst May ging er 1930 mit Frau und Kind in die Sowjetunion, um sich an der rasanten Neubautätigkeit ganzer Städte zu beteiligen. Zunächst war Hebebrand als Architekt und Stadtplaner im Volkskommissariat der Schwerindustrie tätig. Nachdem Ernst May die Sowjetunion 1933 verlassen hatte, blieb Hebebrand dort und befasste sich mit der Planung und dem Bau von Krankenhäusern. Im Großen Terror Stalins wurde Hebebrand als Ausländer 1937 verhaftet und ausgewiesen.
Zurück im nationalsozialistischen Deutschland fand Hebebrand eine Anstellung im Architekturbüro von Herbert Rimpl, der durch Aufträge für die Messerschmitt-Flugzeugwerke und die Hermann-Göring-Werke zum wichtigsten Industriearchitekten im Dritten Reich avancierte. U. a. war Hebebrand an der Planung der „Stadt der Hermann-Göring-Werke“, dem späteren Salzgitter, beteiligt und wurde 1944 in Albert Speers Arbeitsstab für den Wiederaufbau bombenzerstörter Städte berufen.
Nach dem Krieg betätigte sich Hebebrand zunächst als Privatarchitekt in Marburg, bis er 1946 auf Vorschlag seines ehemaligen Kollegen und Leiters des Hochbauamts Eugen Blanck zum Leiter des Stadtplanungsamts von Frankfurt am Main ernannt wurde. Nicht wegen seiner Tätigkeit im Nationalsozialismus, sondern aufgrund von Unstimmigkeiten in Fragen des Wiederaufbaus verließ er jedoch schon zwei Jahre später wieder die Behörde und arbeitete als freier Architekt in Frankfurt. 1950 berief man ihn auf den Lehrstuhl für Städtebau an die Technische Hochschule Hannover, wo er zwei Jahre die Professur innehatte.
Von 1952 bis 1964 war er Oberbaudirektor in Hamburg. In seinem Aufbauplan von 1960 wurde für Neubauten in der City eine Geschossflächenzahl von 2,0 vorgegeben, große Verwaltungsgebäude sollten in die ab 1961 geplante City Nord ausweichen. Auch die Planung der Siedlung Osdorfer Born ging auf diesen Aufbauplan zurück. Hebebrand hatte zudem maßgeblichen Anteil daran, dass die zuvor unter Denkmalschutz stehenden, im Krieg nur leicht beschädigten klassizistischen Häuser an der Hamburger Esplanade des Stadtbaumeisters Carl Ludwig Wimmel (1786–1845) im Jahr 1958 abgerissen wurden, um sie durch „Hochhauskörper“ zu ersetzen. Der Abriss wurde von Kritikern im Nachhinein „mit der Zerstörung einer Gutenberg-Bibel“ verglichen.
Nach Werner Hebebrand sind die Hebebrandstraße und die Hebebrandbrücke in den Hamburger Stadtteilen Barmbek-Nord, Ohlsdorf und Winterhude benannt.

## Auszeichnungen
Im November 1954 wurden zwei Projekte in Frankfurt am Main als „vorbildliche Bauten in Hessen“ ausgezeichnet:  ein neungeschossiges Wohnhaus Trierische Gasse – Ecke An der Paulskirche und eine Miethausbebauung Saalburgallee – Kettelerallee 1, 2, 3 und 4. Die Jury war  vom Bund Deutscher Architekten und dem Hessischen Minister der Finanzen einberufen. Ihr gehörten folgende Architekten an: Werner Hebebrand, Konrad Rühl, Sep Ruf und Ernst Zinsser. Die Bauten hatte Hebebrand zusammen mit Walter Schlempp realisiert.